# Апаресидо Моура, Леонардо Жозе
Леона́рдо Жозе́ Апареси́до Мо́ура (порт. Leonardo José Aparecido Moura; 19 марта 1986, Гуарульюс, Бразилия) — бразильский футболист, защитник.

## Биография

### Клубная карьера
Воспитанник бразильского «Сантоса». В июле 2005 года перешёл в донецкий «Шахтёр». В Высшей лиге дебютировал 28 августа 2005 года в матче против запорожского «Металлурга» (3:1). 18 октября 2006 года дебютировал в Лиге чемпионов в матче против испанской «Валенсии» (2:0), Леонардо отыграл весь матч, но оставил плохое впечатление от своей игры. В команде закрепиться не смог и в феврале 2007 года был отдан в аренду «Сантосу», он сыграл всего в десяти официальных матчах (два — в чемпионате Бразилии, один — в Кубке Либертадорес и семь — в чемпионате штата Сан-Паулу. Чемпион штата). Позже находился в аренде в бразильских клубах: «Сан-Каэтано» и «Васко да Гаме».
В 2010 году на правах аренды выступал в «Гремио Баруэри», затем перешёл в «Аваи». В 2011—2012 годах также на правах аренды выступал в «Атлетико Гоияниенсе», после чего команде из Гоянии перешли все права на игрока. В 2013—2015 годах сменил пять команд и в итоге вернулся в родной «Сантос».

### Карьера в сборной
Чемпион мира в составе юношеской сборной Бразилии до 17 лет в 2003 года. Сыграл все 6 матчей. Даже забивал голы, несмотря на позицию защитника. Сначала открыл счёт в четвертьфинале против США (3:0). А затем забил единственный мяч в финале против Испании (1:0). В составе молодёжной сборной Бразилии до 20 лет стал бронзовым призёром в 2005 году, провёл 4 матча.
Был включён главным тренером сборной Бразилии Карлосом Алберто Паррейрой в состав команды на товарищеский матч против сборной Гватемалы, состоявшийся в Сан-Паулу 27 апреля 2005 года.

## Достижения
- Чемпион Бразилии (Серия A) (1): 2004
- Чемпион Украины (1): 2005/06
- Лига Паулиста (1): 2007
- Серебряный призёр чемпионата Украины (1): 2006/07
- Финалист Кубка Украины (1): 2006/07
- Обладатель Суперкубка Украины (1): 2006/08
- Чемпион мира среди команд для игроков до 17 лет (1): 2003